# Böyük Qışlaq
Böyük Qışlaq è un comune dell'Azerbaigian situato nel distretto di Tovuz. Conta una popolazione di 2 758 abitanti.